# Luciano Catenacci
Luciano Catenacci, né le 15 avril 1933 à Rome (Latium) et mort le 4 octobre 1990 à Melbourne (État de Victoria en Australie), est un acteur italien, également actif en tant que directeur de production.

## Biographie

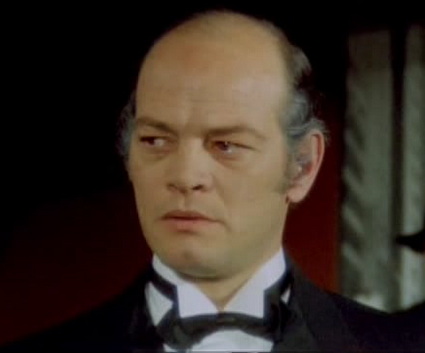
Luciano Catenacci dans Quand la mafia s'énerve (1973).

Doté d'un visage caractéristique et photogénique qui fait ressortir ses yeux profonds et expressifs, mis à profit pour les rôles de méchants ou de gangsters dans les films policiers ou d'aventure à l'italienne, Catenacci devient un acteur de caractère très demandé pour des rôles de second ou de troisième ordre, spécialisé dans les rôles de mafioso, de tireur ou de tortionnaire.
Il participe en effet à de nombreux westerns spaghetti, à quelques films de Bud Spencer et Terence Hill et à plusieurs poliziotteschi au tournant des années soixante et soixante-dix, toujours en tant qu'antagoniste. Suivant la mode de l'époque, il utilise quelques pseudonymes comme Max Lawrence et surtout Luciano Lorcas, sous lesquels il apparaît souvent dans au générique, pour finalement adopter son propre nom à partir du début des années 1970. Il a joué dans un grand nombre de films, y compris des productions étrangères.
Parmi ses interprétations les plus connues, on peut citer le gangster Maione dans le film La Rançon de la peur d'Umberto Lenzi, puis il s'est fait beaucoup plus connaître dans le seul film où il incarne un parieur, Pair et Impair, dans le rôle de Paracoulis dit le Grec, chef d'une bande de bookmakers clandestins et grand joueur de poker. Doublé par Nando Gazzolo, il incarne Benito Mussolini dans le film Girolimoni, il mostro di Roma.
Catenacci est décédé subitement en 1990 d'une crise cardiaque, à l'âge de 57 ans, alors qu'il se trouvait à Melbourne,.

## Filmographie
- 1965 : Meurtre à l'italienne (Io uccido, tu uccidi) de Gianni Puccini
- 1967 : Un doigt sur la gâchette (Dove si spara di più) de Gianni Puccini
- 1966 : Karaté à Tanger pour agent Z7 (de) (Rembrandt 7 antwortet nicht...) de Giancarlo Romitelli
- 1966 : Opération peur (Operazione paura) de Mario Bava
- 1967 : Come rubare un quintale di diamanti in Russia de Guido Malatesta
- 1967 : Un homme, un cheval et un pistolet (Un uomo, un cavallo, una pistola) de Luigi Vanzi
- 1967 : Trois salopards, une poignée d'or (La più grande rapina del west) de Maurizio Lucidi
- 1967 : Un colt dans le poing du diable (Una colt in pugno al diavolo) de Sergio Bergonzelli
- 1967 : Un colpo da re (it) de Angelo Dorigo
- 1968 : La Bataille du Sinaï (La battaglia del Sinai) de Maurizio Lucidi
- 1968 : Una ragazza piuttosto complicata de Damiano Damiani
- 1968 : Assis à sa droite (Seduto alla sua destra) de Valerio Zurlini
- 1968 : Le Fils de l'Aigle noir (Il figlio di Aquila Nera) de Guido Malatesta
- 1968 : Tête de pont pour huit implacables  (Testa di sbarco per otto implacabili) d'Alfonso Brescia
- 1968 : Les Sept Bâtards (Quella dannata pattuglia) de Roberto Bianchi Montero
- 1969 : Dans l'enfer des sables (Uccidete Rommel) d'Alfonso Brescia
- 1969 : Ora X - Pattuglia suicida de Gaetano Quartararo
- 1969 : La Bataille d'El Alamein (La battaglia di El Alamein) de Giorgio Ferroni
- 1969 : Ora X: Pattuglia suicida de Gaetano Quartararo
- 1969 : Trente-Six Heures en enfer (36 ore all'inferno ) de Roberto Bianchi Montero
- 1970 : Les Rangers (Rangers : attacco ora X) de Roberto Bianchi Montero
- 1970 : Dans les replis de la chair (Nelle pieghe della carne) de Sergio Bergonzelli
- 1971 : Confession d'un commissaire de police au procureur de la république (Confessioni di un commissario di polizia al procuratore della repubblica) de Damiano Damiani
- 1971 : Le Corsaire noir (Il corsaro nero) de Lorenzo Gicca Palli
- 1971 : La Vengeance de Dieu (Il venditore di morte) de Lorenzo Gicca Palli
- 1971 : Je suis vivant ! (La corta notte delle bambole di vetro) d'Aldo Lado
- 1971 : Méfie-toi Ben, Charlie veut ta peau (Amico, stammi lontano almeno un palmo) de Michele Lupo
- 1972 : La Scoumoune de José Giovanni
- 1972 : La Filière (Afyon oppio) de Ferdinando Baldi
- 1972 : Amigo, mon colt a deux mots à te dire (Si può fare... amigo) de Maurizio Lucidi
- 1972 : Girolimoni, il mostro di Roma de Damiano Damiani
- 1973 : Una vita lunga un giorno de Ferdinando Baldi
- 1973 : Piège pour un tueur (Si può essere più bastardi dell'ispettore Cliff?) de Massimo Dallamano
- 1973 : On remet ça, pas vrai Providence ? (Ci risiamo, vero Provvidenza?) d'Alberto De Martino
- 1973 : Quand la mafia s'énerve (Tutti figli di Mammasantissima) d'Alfio Caltabiano
- 1974 : Mon nom est Trinita (Carambola) de Ferdinando Baldi
- 1974 : Perché si uccide un magistrato de Damiano Damiani
- 1974 : La Rançon de la peur (Milano odia: la polizia non può sparare) d'Umberto Lenzi
- 1975 : Un flic hors-la-loi (L'uomo della strada fa giustizia) d'Umberto Lenzi
- 1975 : Bracelets de sang (Il giustiziere sfida la città) d'Umberto Lenzi
- 1975 : Profession garde du corps (Vai gorilla) de Tonino Valerii
- 1976 : Deux super-flics (I due superpiedi quasi piatti) d'Enzo Barboni
- 1976 : Brigade spéciale (Roma a mano armata) d'Umberto Lenzi
- 1978 : Goodbye et Amen (Goodbye e Amen) de Damiano Damiani
- 1978 : Le Dernier Voyou (it) (L'ultimo guappo) d'Alfonso Brescia
- 1978 : Échec au gang (La banda del gobbo) d'Umberto Lenzi
- 1978 : Circuito chiuso (it) de Giuliano Montaldo
- 1978 : La Grande bataille (Il grande attacco) d'Umberto Lenzi
- 1978 : Pair et Impair (Pari e dispari) de Sergio Corbucci
- 1979 : Un uomo in ginocchio de Damiano Damiani
- 1981 : Le Lion du désert (Lion of the Desert) de Moustapha Akkad
- 1988 : Un cri dans la nuit (A Cry in the Dark) de Fred Schepisi
- 1989 : Il sole buio de Damiano Damiani
- 1990 : Volevo i pantaloni (it) de Maurizio Ponzi